# Musca buphthalmi
Musca buphthalmi är en tvåvingeart som först beskrevs av Carl von Linné 1762.  Musca buphthalmi ingår i släktet Musca, ordningen tvåvingar, klassen egentliga insekter, fylumet leddjur och riket djur. Inga underarter finns listade i Catalogue of Life.